# 扬·克伦兹-米科瓦伊恰克
扬·克伦兹-米科瓦伊恰克（波蘭語：Jan Krenz-Mikołajczak，1907年3月30日—2002年12月15日），波兰男子赛艇运动员。他曾代表波兰参加1932年夏季奥林匹克运动会赛艇比赛，获得男子双人单桨铜牌。